# SnoRNA

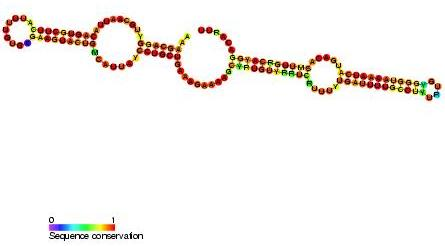
Voorbeeld van een stukje snoRNA.

Small nucleolar RNA (gewoonlijke afgekort als snoRNA) is een klasse van kort enkelstrengs RNA-materiaal dat zich in de nucleolus (het deel van de celkern van een eukaryoot - organisme met een celkern, zoals een dier of plant - waar het DNA het meest gecondenseerd is) bevindt. In de nucleolus vindt de productie van diverse onderdelen van de ribosomen plaats. SnoRNA helpt bij bepaalde chemische veranderingen aan diverse andere RNA-klassen zoals ribosomaal RNA, tRNA en snRNA. SnoRNA is vermoedelijk onmisbaar voor het verkrijgen van de juiste RNA-structuur van deze moleculen.
SnoRNA is dikwijls gecodeerd in de intronen van andere stukken RNA. Bij de correcte opvouwing en gesplitst door proteolyse van dit RNA, waarbij er ook stukken worden "uitgesneden", komt dit snoRNA dan vrij.
SnoRNA wordt onder meer verantwoordelijk gehouden voor de methylering van RNA-moleculen. Dit omvat het aanzetten van een methylgroep aan het substraat, bij mensen gebeurt dit ongeveer 115 keer per rRNA-molecuul. Het grootste deel hiervan betreft een methylering van een ribose in de RNA-keten. Daarnaast zou snoRNA zich ook bezighouden met de isomerisatie van de nucleoside uridine naar pseudo-uridine. Volwassen menselijk rRNA bevat gewoonlijk ongeveer 95 van deze modificaties.